# Obsession (filme)
Obsession (bra: Trágica Obsessão; prt: Obsessão) é um filme norte-americano de mistério, suspense e romance de 1976, dirigido por Brian De Palma e estrelado por Cliff Robertson, Geneviève Bujold e John Lithgow. 
O roteiro foi escrito por Paul Schrader, baseado em uma história dele e de Brian De Palma, inspirado no filme Vertigo (1958), de Alfred Hitchcock. A trilha sonora, de Bernard Herrmann, foi indicada ao Oscar de 1977.
De Palma e Schrader apontam Vertigo de Alfred Hitchcock como a principal inspiração para narrativa de Obsession. O roteiro de Schrader foi revisado minuciosamente por De Palma antes de filmar, culminando em uma completa falta de interesse na produção, como também na liberação do filme. Concluída a produção em 1975, a Columbia Pictures comprou os direitos de distribuição, mas exigiu que pequenas alterações fossem feitas para reduzir alguns aspectos potencialmente polêmicos da trama. Quando foi finalmente lançado, no verão de 1976, Obsession se tornou o primeiro sucesso de bilheteria substancial de De Palma.

## Sinopse
A vida do empresário Michael Courtland muda tragicamente quando sua esposa e filha são sequestradas e depois mortas durante a fracassada tentativa de resgate. Michael fica arrasado e se culpa pela morte das duas. Dezesseis anos depois, enquanto visita a Itália, ele conhece e se apaixona por uma jovem mulher chamada Sandra Portinari, que carrega uma estranha semelhança com sua ex-esposa.